# René François
Pour les articles homonymes, voir François (patronyme).
Antonin René Rémy François, né le 6 octobre 1922 à Vienne (Isère) et mort le 6 février 2003 à Pierre-Bénite dans la banlieue lyonnaise, est un pédiatre français, spécialiste d'endocrinologie infantile, ayant eu une carrière hospitalo-universitaire à Lyon.

## Biographie
Son père, Rémy François, est directeur commercial. Sa mère se nomme Madeleine Bastet. René François effectue sa scolarité à l'institution Saint-Maurice à Vienne, puis ses études à la faculté de médecine de Lyon. Il est reçu à l'internat des Hôpitaux de Lyon en 1946. En 1948, Il épouse Françoise Porte avec qui il aura trois garçons : Hugues, Jean-Luc et Yves.
À l'issue de son internat, après avoir soutenu sa thèse de doctorat en médecine (en 1950), il occupe un poste de chargé de recherches à la  Research Foundation de l’hôpital pour enfants (en) de Cincinnati (USA). De retour à Lyon, il effectue un clinicat de 3 ans (1952-1955) à l'issue duquel il est nommé professeur agrégé de pédiatrie. Il est chef du Service de pédiatrie de l'hôpital Édouard-Herriot en 1963 et professeur titulaire à la faculté de médecine de Lyon en 1964. En 1980, il devient membre du conseil d'administration des Hospices civils de Lyon.

## Travaux
- Pneumonie à virus et pneumonie primitive atypique (Vigot, Paris, 1950)[3]
- l'Enfant diabétique (1968)

## Distinctions
- Officier de la Légion d'honneur
- Commandeur de l'ordre national du Mérite
- Officier des Palmes académiques
- Croix de guerre 39-45
- Médaille de la Résistance
- Croix du combattant volontaire de la Résistance